# Авриль, Эдуар Анри
Эдуа́р Анри́ Аври́ль (фр. Édouard-Henri Avril, подписывался обычно Поль Авриль, фр. Paul Avril; 21 мая 1849, Алжир, Франция — 28 июля 1928, Ле-Ренси, Франция) — французский художник, известный своими иллюстрациями эротической литературы.
Эдуар Анри Авриль родился 21 мая 1849 года в Алжире. Его отец был полковником жандармерии. В молодости хотел пойти по стопам отца, в составе 51-го линейного пехотного полка участвовал в боях Франко-прусской войны, дослужился до звания младшего лейтенанта, 31 мая 1871 года за полученные во время войны ранения был награждён орденом Почётного легиона. 23 января 1872 года ему пришлось оставить военную службу из-за осложнений, вызванных ранениями. Став пенсионером в 22 года, в поисках нового призвания, он занялся изучением искусства в различных парижских салонах.
О его биографии известно немного из-за непристойного характера его творчества и потому, что он работал под псевдонимом Поль Авриль. Его псевдоним может привести к путанице с его братом, которого звали Поль-Виктор Авриль, он тоже был художником, работал гравёром.
В 1874—1878 годах учился в парижской Школе изящных искусств. Первой работой Авриля в области эротической иллюстрации был роман Теофиля Готье «Фортунио». Далее последовали иллюстрации к «Саламбо» Флобера, «Фанни Хилл. Мемуары женщины для утех» Джона Клеланда, стихам Пьетро Аретино (Позы Аретино) и многим другим книгам, в том числе анонимным, распространявшимся по подписке. Наибольшую известность получили иллюстрации Авриля к книге «De Figuris Veneris: Справочник по классической эротике» немецкого учёного Фридриха Карла Форберга.